# С'Аспру (Сасари)
С'Аспру је насеље у Италији у округу Сасари, региону Сардинија.
Према процени из 2011. у насељу је живело 5 становника. Насеље се налази на надморској висини од 332 м.